# Пожежне полотно

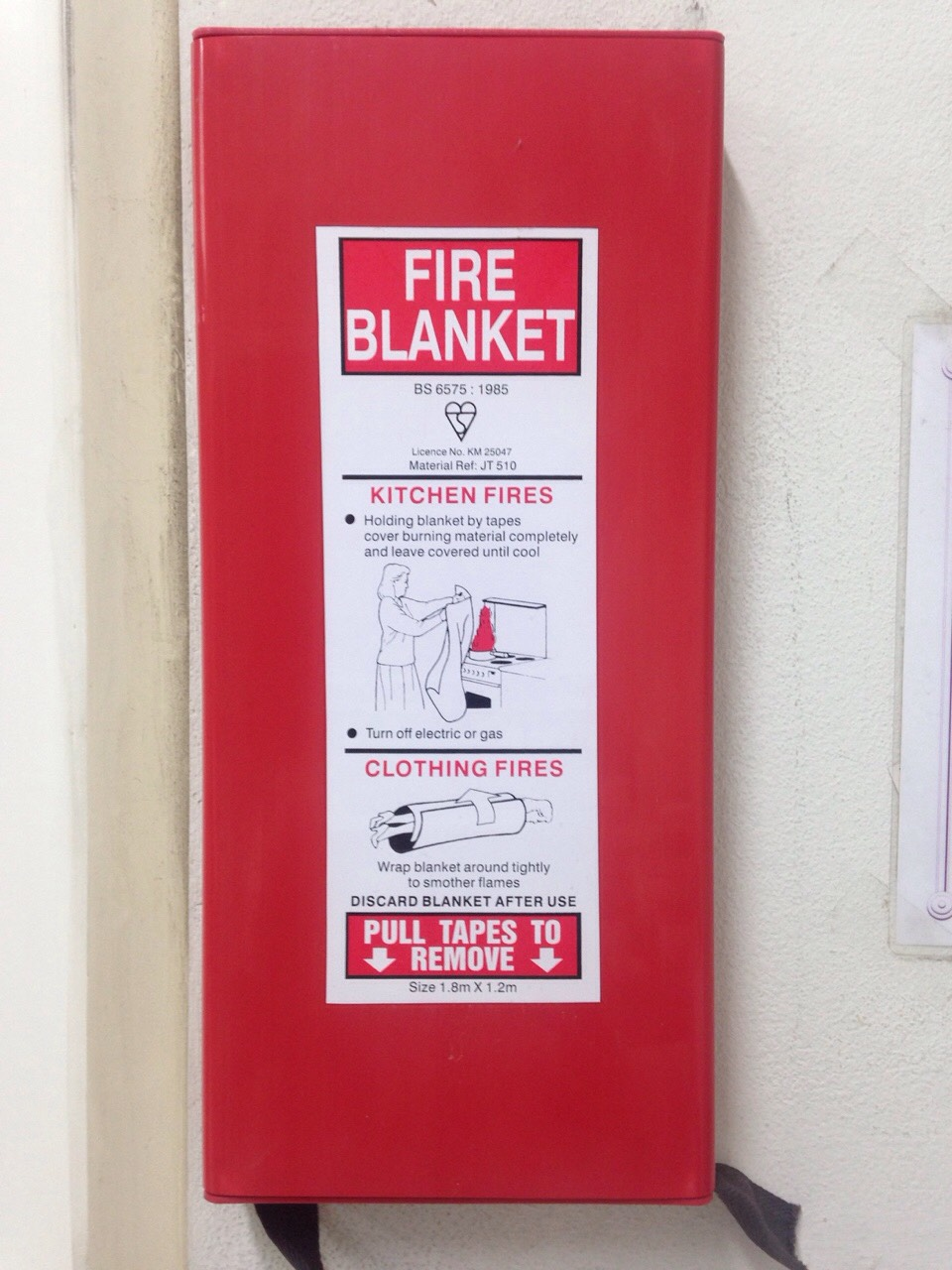
Контейнер з протипожежним полотном

Знак протипожежного полотна, уживаний в деяких країнах

Протипожежне полотно може зберігатися, серед інших засобів пожежогасіння, в місцях позначених знаком «Місце розміщення кількох засобів протипожежного захисту»

Пожежне полотно, протипожежне полотно, також пожежна кошма́ — засіб пожежогасіння на початковій стадії запалення. Являє собою полотно з вогнетривкого матеріалу, яке накидають на вогонь з метою перешкодити доступу повітря до полум'я.
Спосіб гасіння вогню шляхом його накривання щільним матеріалом (одягом з грубої тканини, кошмою) відоме з давніх часів.

## Види
Невеликі протипожежні полотна, призначені для використання у приміщеннях, зазвичай зроблені з скловолокна, іноді кевлару. Вони і зберігаються у легкодоступному місці і складаються у кілька разів таким чином, щоб їх можна було швидко розгорнути.
Протипожежне полотно є ефективним засобом пожежогасіння при температурах горіння до 900 °C. Простота у використанні уможливлює застосовування його навіть особами, що не мають досвіду поводження з вогнегасником.
Аналогічні полотна більших розмірів використовують у лабораторіях і на виробництві. Матеріалом для них часто слугує вовна, просочена вогнетривким розчином. Зберігають такі полотна у вертикальних контейнерах, щоб у разі займання одягу швидко витягнути тканину і обгорнути навколо тіла рятованого.

## Використовування
Оскільки принцип дії полотна заснований на припиненні доступу повітря до полум'я, тканина повинна щільно прилягати до поверхні навколо осередку запалення.
Протипожежні полотна мають дві звисні шворки, що виходять назовні упаковки. Вони призначені для того, щоб швидко видобути полотно. Використання шворок уможливлює прикрити від полум'я руки користувача під час накидування полотна на вогонь.

## Заходи безпеки
Після попередніх досліджень Нідерландського Союзу Споживачів (Netherlands Food and Consumer Product Safety Authority), проведених у 2013 і 2014 р.р., протипожежне полотно не можна застосовувати для гасіння займання, що супроводжується викидом палаючої рідини, навіть якщо етикетка приписує можливість такого використання (у тому числі ті моделі, що відповідають стандарту BS EN 1869). В експериментах взяли участь 22 зразки полотен. 16 з них показали погану вогнестійксть, зайнявшись під час застосування, шість інших зуміли на час пригасити полум'я, але горіння відновилося через 17 хвилин. Нідерландська пожежна організація повідомляє про випадки запалень, пов'язаних з використовуванням протипожежних полотен для гасіння палаючих олій або жирів (іноді займання киплячих жирів трапляється у фритюрницях). На упаковки з полотнами приписують робити наклейку зі словами «niet geschikt voor olie- en vetbranden» («не для гасіння палаючих олій і жирів»). Надалі застереження планують додавати до тексту на етикетці.